# Estadio Haji Agus Salim
El Estadio Haji Agus Salim (en indonesio: Stadion Gelora Haji Agus Salim) es un estadio de usos múltiples en Padang, Indonesia. Actualmente se utiliza sobre todo para los partidos de fútbol y es el estadio de Semen Padang FC. El estadio tiene capacidad para 15 000 personas. El estadio también se ha usado para los partidos Rugby entre 2009 y 2012.
El estadio lleva el nombre de Haji Agus Salim, un héroe intelectual y nacional musulmán patrimonio local de donde se encuentra el estadio. El terremoto de Sumatra de 2009, hizo que el estadio Agus Salim fuese dañado. Las renovaciones se completaron en 2012.